# YongIn EverLine
La YongIn EverLine (용인경전철 - 龍仁輕電鐵, Yongin gyeongjeoncheol) è un people mover situato nella città di Yongin, nella periferia sudorientale di Seul, in Corea del Sud, e quindi integrata nel sistema metropolitano. L'inaugurazione era prevista per il 28 dicembre 2011, assieme all'estensione a sud della linea Bundang, ma per problemi tecnici è stata rimandata alla fine del 2012 e quindi al 26 aprile 2013.

## Storia

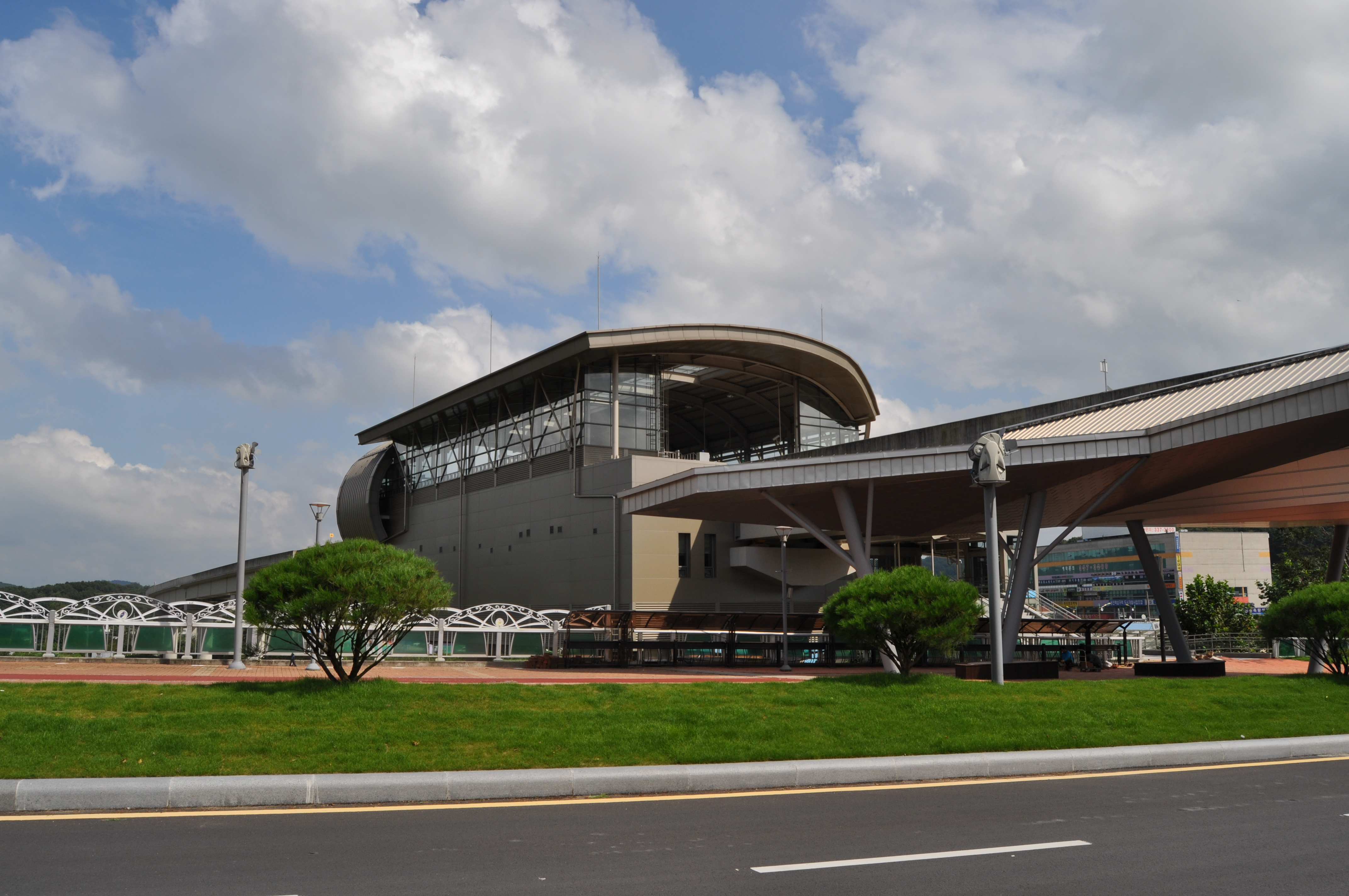
La stazione principale della linea, Yongin Municipio

Nel luglio 2004 la città di Yongin ha assegnato l'appalto per la costruzione al Yongin LRT Consortium, del quale Bombardier Transportation è il corpo principale. I lavori sono iniziati nel novembre 2005, e dal novembre 2009 sono iniziati i test sulla linea. 
La linea doveva aprire nel luglio 2010, ma a causa di alcune proteste per l'inquinamento acustico e la mitigazione ambientale, sono state condotte azioni legali che hanno ritardato l'apertura della linea.

## Caratteristiche
La linea Yongin fornisce alla sua città di un comodo trasporto su rotaia, e presso il capolinea di Giheung permette di accedere alla linea Bundang, per raggiungere il centro di Seul.
Oltre che fornire un collegamento alla città, la nuova linea permette anche di raggiungere rapidamente Everland, uno dei più grandi e noti parchi divertimento della Corea del Sud. Da qui il nome alternativo EverLine.
La lunghezza del percorso è di 18,5 km, e serve 15 stazioni, quasi tutte su viadotto. Il sistema usa la tecnologia Bombardier.
- Lunghezza percorso: 18.494 m
- Scartamento: 1435 mm
- Numero di stazioni: 15
- Doppio binario: tutta la lunghezza del percorso
- Elettrificazione: 750 V corrente continua a terza rotaia
- Sistema di sicurezza: ATO (guida automatica)
- Rotabili: Bombardier Innovia (motore lineare)
- Numero di casse per convoglio: 1

## Stazioni
| Num. | Nome Alfabeto                            | Nome Hangŭl           | Nome Hanja            | Collegamenti  | Distanza in km | Distanza totale | Tipologia stazione | Posizione   | Posizione | Posizione  |  |
|      |                                          |                       |                       |               |                |                 |                    |             |           |            |  |
| Y110 | Giheung (Centro artistico Nam June Paik) | 기흥 (백남준아트센터) | 器興 (白南準아트센터) | Linea Bundang | -              | 0.0             | Sopraelevata       | Gyeonggi-do | Yongin-si | Giheung-gu |  |
| Y111 | Gangnamdae                               | 강남대                | 江南大                |               |                |                 | Terreno            | Gyeonggi-do | Yongin-si | Giheung-gu |  |
| Y112 | Jiseok                                   | 지석                  | 支石                  |               |                |                 | Sopraelevata       | Gyeonggi-do | Yongin-si | Giheung-gu |  |
| Y113 | Eojung                                   | 어정                  | 御停                  |               |                |                 | Sopraelevata       | Gyeonggi-do | Yongin-si | Giheung-gu |  |
| Y114 | Dongbaek                                 | 동백                  | 東栢                  |               |                |                 | Sopraelevata       | Gyeonggi-do | Yongin-si | Giheung-gu |  |
| Y115 | Chodang                                  | 초당                  | 草堂                  |               |                |                 | Sopraelevata       | Gyeonggi-do | Yongin-si | Giheung-gu |  |
| Y117 | Samga                                    | 삼가                  | 三街                  |               |                |                 | Sopraelevata       | Gyeonggi-do | Yongin-si | Cheoin-gu  |  |
| Y118 | Sicheong (Yongindae)                     | 시청 (용인대)         | 市廳 (龍仁大)         |               |                |                 | Sopraelevata       | Gyeonggi-do | Yongin-si | Cheoin-gu  |  |
| Y119 | Myeongjidae                              | 명지대                | 明知大                |               |                |                 | Sopraelevata       | Gyeonggi-do | Yongin-si | Cheoin-gu  |  |
| Y120 | Gimnyangjang                             | 김량장                | 金良場                |               |                |                 | Sopraelevata       | Gyeonggi-do | Yongin-si | Cheoin-gu  |  |
| Y121 | Yongin Stadium Songdamdae                | 운동장 (송담대)       | 運動場 (松潭大)       |               |                |                 | Sopraelevata       | Gyeonggi-do | Yongin-si | Cheoin-gu  |  |
| Y122 | Gojin                                    | 고진                  | 古陳                  |               |                |                 | Sopraelevata       | Gyeonggi-do | Yongin-si | Cheoin-gu  |  |
| Y123 | Bopyeong                                 | 보평                  | 洑坪                  |               |                |                 | Sopraelevata       | Gyeonggi-do | Yongin-si | Cheoin-gu  |  |
| Y124 | Dunjeon                                  | 둔전                  | 屯田                  |               |                |                 | Terreno            | Gyeonggi-do | Yongin-si | Cheoin-gu  |  |
| Y125 | Jeondae (Everland)                       | 전대 (에버랜드)       | 前垈 (에버랜드)       |               |                | 18.4            | Terreno            | Gyeonggi-do | Yongin-si | Cheoin-gu  |  |
|      |                                          |                       |                       |               |                |                 |                    |             |           |            |  |

### Progetti
È in programma un'estensione verso ovest della linea, per circa 8 km, per unire l'attuale capolinea di Giheung con la stazione di Gwanggyo-Jungang sulla linea Shinbundang. I lavori dovrebbero iniziare per la fine del 2016, per aprire l'estensione nel 2020. Il tragitto dovrebbe essere il seguente:
- 환승역을 제외한 노선의 역명은 모두 확정되지 않았다.

| Num. | Stazione         | Coreano       | Collegamenti       | Dist. interst. | Dist. totale | Posizione | Posizione | Posizione    |
| ---- | ---------------- | ------------- | ------------------ | -------------- | ------------ | --------- | --------- | ------------ |
| Y110 | Giheung          | 기흥          | ■ Linea Bundang    |                |              | Gyeonggi  | Yongin    | Giheung-gu   |
| Y109 | Singal Ogeori    | 신갈오거리    |                    |                |              | Gyeonggi  | Yongin    | Giheung-gu   |
| Y108 | Heungdeok        | 흥덕          |                    |                |              | Gyeonggi  | Yongin    | Giheung-gu   |
| Y107 | Yeongdeok        | 영덕          |                    |                |              | Gyeonggi  | Yongin    | Giheung-gu   |
| Y106 | Hosu Gongwon     | 광교 호수공원 |                    |                |              | Gyeonggi  | Suwon     | Yeongtong-gu |
| Y105 | Gwanggyo-Jungang | 광교중앙      | ■ Linea Sinbundang |                |              | Gyeonggi  | Suwon     | Yeongtong-gu |